# オーストリア南部鉄道
オーストリア南部鉄道（オーストリアなんぶてつどう。ドイツ語:Österreichische Südbahn、英語:Austrian Southern Railway、スロベニア語:Južna železnica)は、オーストリア連邦鉄道の鉄道線のひとつ。路線番号は500。
1841年に設立され、オーストリア帝国（のちのオーストリア・ハンガリー帝国）の主要路線として機能し、1923年までウィーンとトリエステの間を運行した。
現在において「南線、南部鉄道（Südbahn）」という言葉は、ウィーンからブルック・アン・デア・ムーア経由でグラーツまでと、およびウィーンからスロベニア経由でトリエステまで行く路線を指す。また、歴史的に不正確ではあるが、クラーゲンフルト、フィラッハ経由でタルヴィージオまで行く路線に時々使用される。

## 歴史

### ウィーン＝グロックニッツ鉄道・南部帝国鉄道及び南部鉄道

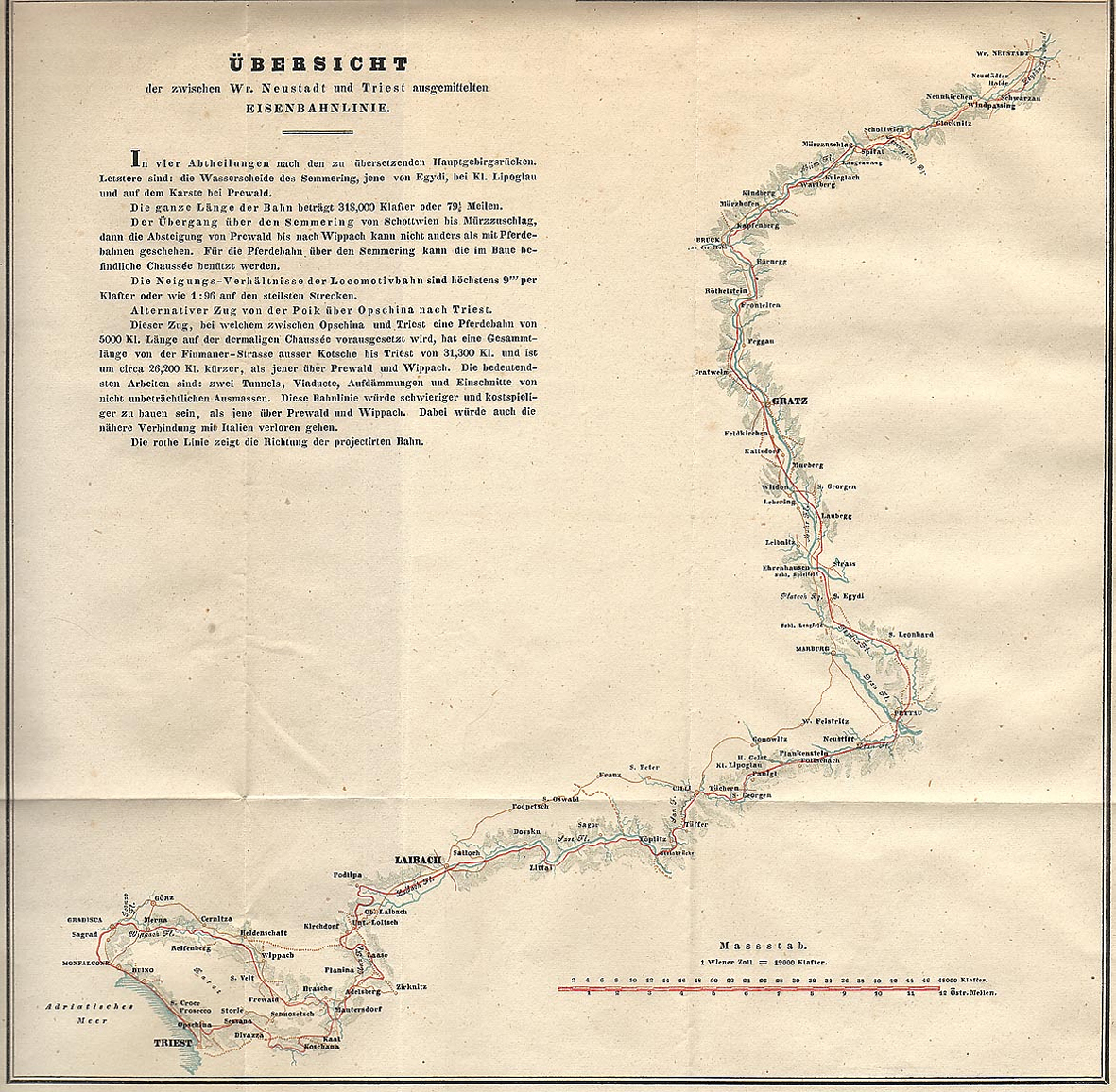
1841年に作成されたオーストリア南部鉄道の路線図

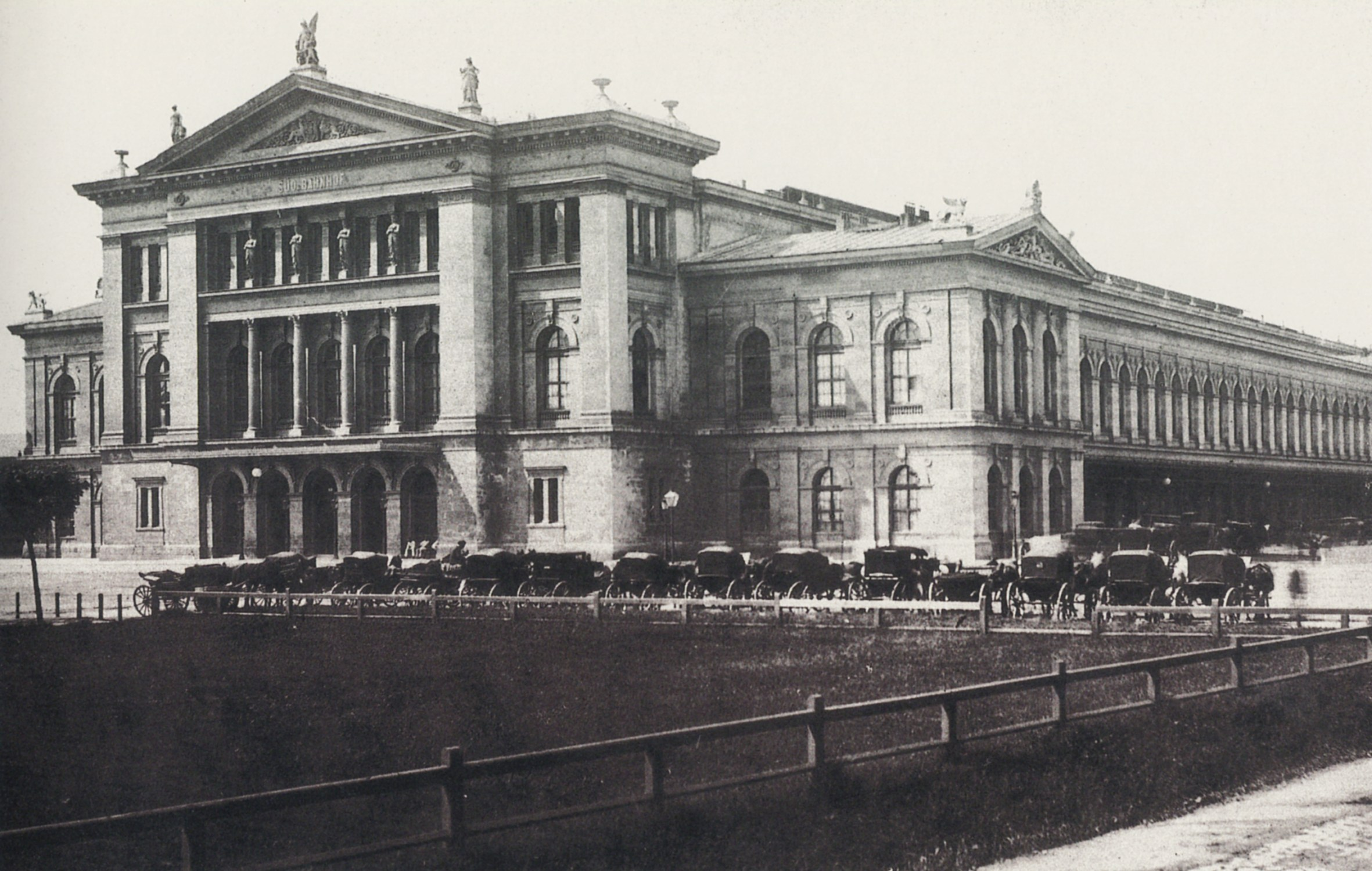
1875年当時のウィーン南駅

産業革命と来たるべき工業化時代の需要を満たすため、アドリア海と首都を結ぶように鉄道は敷設された。すなわち、オーストリア帝国唯一の大規模港湾が存在するトリエステとウィーンを結ぶことである。フランツ・リープル（Franz Xaver Riepl, 1790-1857）はブルック、モションマジャローヴァール、ソムバトヘイ、マリボル、リュブリャナを経由地として提案し、それは東アルプスおよびゼメリングを避ける迂回経路であった。一方ゲオルギオス・シナス男爵（Georgios Sinas, 1783~1856）もハンガリーに通じる経路に関心を持って、マティアス・シェネラー（Matthias von Schönerer, 1807-1881）に二つのウィーン - ジェール区間路線の敷設を委託した。シナスはウィンからウィーナー・ノイシュタット、ショプロンを経てジェールに至る鉄道の建設を計画して、1836年帝国政府にこの路線に関する建設許可を申し込んだ。1838年1月2日建設許可は与えられ、ウィーン＝ラープ鉄道会社が設立された。
工事は1839年4月にバーデン - ウィーナー・ノイシュタット区間で始まり、1841年5月16日その区間が開業された。同年6月グロックニッツ鉄道はウィーンまで延伸され、出発地はウィーン・グロックニッツ駅となった。1842年5月5日までウィーナー・ノイシュタット - グロックニッツ区間は二段階にかけて開通された。ハンガリー方面の鉄道建設の中止のためウィーン＝ラープ鉄道会社（Wien-Raaber Eisenbahn-Gesellschaft）に関する敷設許可は取り消されて、社名はウィーン＝グロックニッツ鉄道会社（Wien-Gloggnitzer Eisenbahn-Gesellschaft）に変更された。1853年3月30日の契約により、南部帝国鉄道（k.k. südliche Staatbahn）がウィーン - グロックニッツ間の鉄道路線を運営することとなった。ウィーン＝グロックニッツ鉄道は再びウィーン＝ラープ鉄道と改称された。
シナスには残りの敷設権は保障されたが、グロックニッツ - トリエステ区間を帝国鉄道省が続いて直接建設した。南部帝国鉄道はゲーガーの監督下で1842年にミュルツツシュラーク - グラーツ区間の建設を始まった。1844年10月21日その区間が開通され、運営権はウィーン＝グロックニッツ鉄道に引き渡された。南部帝国鉄道は続いてグラーツ - ツェリェ区間で線路を建設し、1848年6月2日その区間を開通した。
1857年10月に南部鉄道はツェリェからリュブリャナ経由でトリエステで帝国政府によって建設される。南部鉄道会社（Südbahn-Gesellschaft）は帝国政府の資金不足の結果で株式会社として設立された。ウィーン - トリエステ区間の鉄道が1858年、フランス人資本家に支配された、南部鉄道会社に引き受けられた。1860年10月トリエステ - ウーディネ区間の開通でウィーンからミラノまで列車通行が可能となった。1866年プロイセンとの戦争結果、オーストリア帝国はヴェネチア地方をイタリア王国に譲り渡せねばならなかった。
この二つの路線をゼメリング鉄道が繋ぐこととなる。グロックニッツ - ミュルツツシュラク区間の工事は、3月革命以後、1848年8月に始まって、列車の通行は1854年5月15日にその区間で可能となった。同年7月17日から一般旅客列車がその区間を通過している。ヨーロッパ最初の山岳鉄道の工事期間はフォン・ゲーガの名と責任と共にオーストリア鉄道建設で燦然たる時期と評価されている。
1858年に南部鉄道会社に売却され、マリボルからクラーゲンフルト、フィラッハ、リエンツを経由してフォルテッツァまで行く路線と共に会社を構成した。
この南部鉄道会社によって、トリエステは貿易量を何倍にも増やすことになった。つまりそれはオーストリア・ハンガリー帝国の国際海洋貿易を向上させ、トリエステは南部中欧で最も巨大な主要港湾としての地位を確立させ、国内ではウィーン、ブダペスト、プラハに次ぐ4番目の大都市として名を馳せた。
また、鉄道はブダペスト、プラハと共にアドリア海沿岸を観光地として発展させるのに重要な影響を与え、トリエステを「オーストリアのリヴィエラ」の中心地にさせた。

### オーストリア連邦鉄道
第一次世界大戦後トリエステがイタリアへ割譲されたのちに、残りのオーストリア領の路線は1923年に国有化された。
第二次世界大戦中に起点駅のウィーン南駅が戦災で破損し、ようやく再建されたのは1956年のことであった。再建と同時にウィーン東駅と統合された。また、グラーツ中央駅（Graz Hauptbahnhof）も空襲で破壊され、1955年に再建された。
冷戦中のトリエステへの鉄道路線はイタリアのタルビジオを経由した。この路線は1963年に電化された。同様にウィーンからグラーツ、ユーゴスラビアへ向かう路線も1966年に電化された。
今日、南部鉄道のほとんどは複線となっているが、ウェルンドルフ（グラーツの南）からマリボルまでが単線となっている。この部分は近い将来に複線化される予定となっている。

## 運行形態（特急列車）

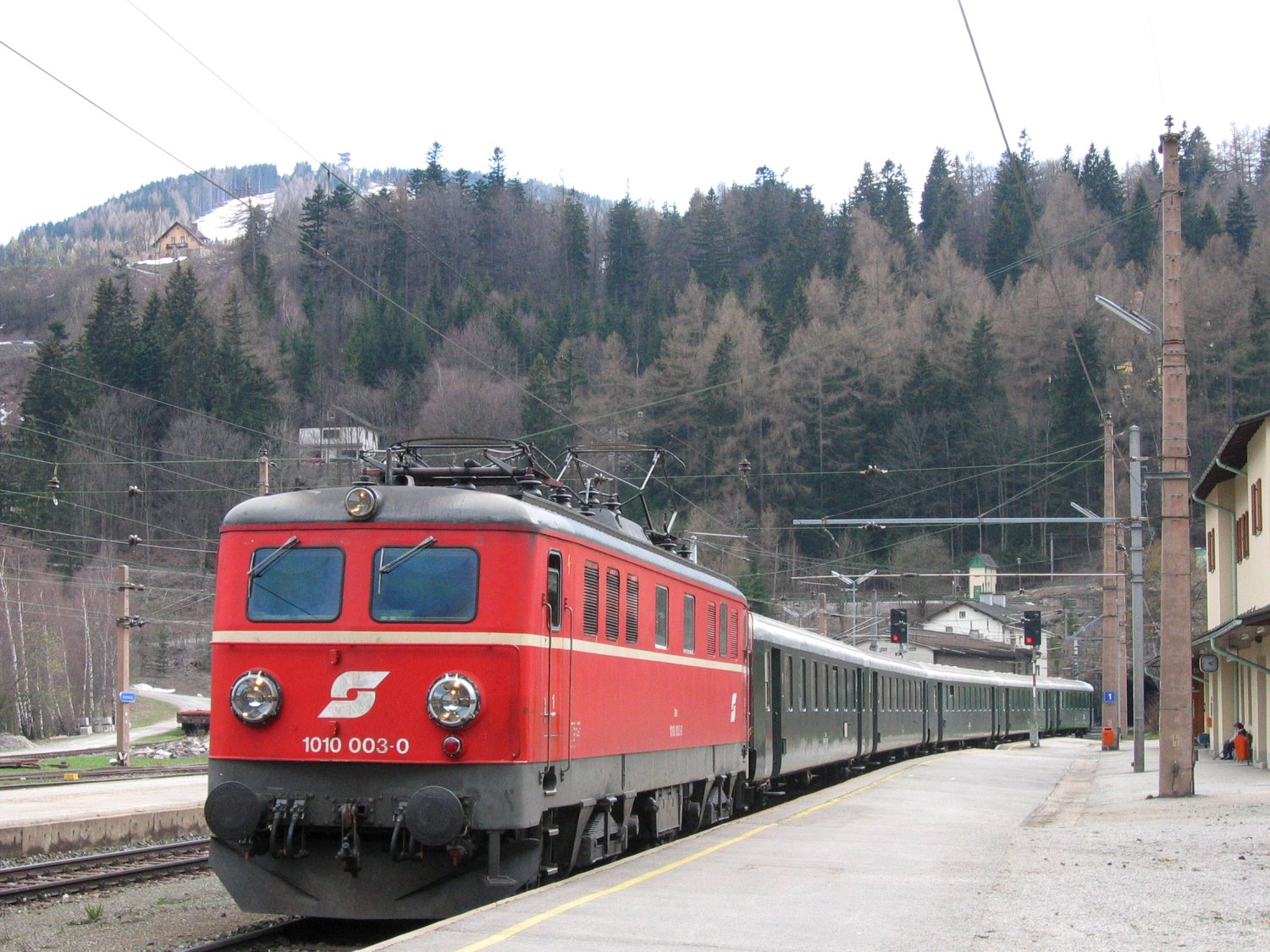
ゼメリング駅に停車中の列車

ウィーン - ゼメリング区間には東部地域運輸連合（Verkehrsverbund Ost-Region, VOR）の運賃システムが適用されて、ゼメリング - シュピールフェルト＝シュトラース区間はシュタイアーマルク運輸連合（Verkehrsverbund Steiermark: 商品名はVerbund Linie）の運賃適用区域に属する。

### ナイトジェット(NJ)・ユーロナイト(EN)
下記4系統に分かれる。
NJ 233/234, NJ 40233/40294
ウィーン - ブルック・アン・デア・ムア - フィラッハ - ローマ／ミラノ
一日1往復の運行。ブルック以南は600号線に直通する。
フィラッハまで併結運転となる。
2020年度に限り、ミラノ行のみミュルツツシュラクに停車していた。
NJ 464/465
チューリッヒ - ブルック・アン・デア・ムア - グラーツ
一日1往復の運行。ブルック以北は600号線に直通する。
車運車を連結する。
2020年8月 - 2021年7月9日の間、運行区間がザグレブまで延長されたユーロナイトを併結していて、グラーツ以南はライブニッツとシュピールフェルトに停車していた。
EN 1152/1153　【夏のみ運行】
ブラチスラヴァ - ウィーン - シュピールフェルト - スプリト
車運車を連結する。季節列車で、夏季に週3往復のみ運行する。ウィーン以北は910号線に、シュピールフェルト以南はスロバキア国鉄ジダニ・モスト方面に直通する。グラーツ以南はシュピールフェルトまでノンストップ。
2021年に運行を開始した。当初は週2往復であったが、2023年度より週3往復に増発された。
NJ 456/457
ベルリン - ウィーン - グラーツ
一日1往復の運行。ウィーン以北は901号線に直通する。ミュルツツシュラクに停車する他、北行はマイドリングを通過する。
過去の運行形態
2022年度に運行を開始した。当初はマイドリング停車、ミュルツツシュラク通過であった
2023年度よりマイドリング通過となった。
2024年度よりミュルツツシュラク停車、南行に限りマイドリング停車となった。
過去の運行形態
NJ 1234/1237　【春・夏のみ運行】
ウィーン - ブルック・アン・デア・ムア - フィラッハ - リヴォルノ
2022年以前に運行していた。車運車を連結していた。季節列車で、春季・夏季に週2往復のみ運行していた。

### レイルジェット(RJ)
下記3系統に分かれる。
- （プラハ／ウィーン空港／ベルリン） - ウィーン - ブルック・アン・デア・ムア - グラーツ

1時間に1本の運行。プラハ発着とウィーン空港発着便の半数ずつが基本だが、一部ウィーン中央駅発着とベルリン発着が存在する。プラハ発着便はウィーン以北910号線に直通する。金曜日の南行一日1本に限りバーデンに停車する。ゼンメリンクには、主にウィーン空港発グラーツ行と、グラーツ発プラハ行が停車する。
2016年以前は、ウィーン空港に乗り入れていなかった。2023年度以前は全列車バーデン通過であった。
- ウィーン - ブルック・アン・デア・ムア - フィラッハ／リンツ／ベネチア

2時間に1本の運行。ブルック以南は600号線に直通する。原則、ミュルツツシュラクとカプフェンベルクを通過する。
ベネチア発着のRJ 130/131とRJ 132/133には、それぞれ「San Marco」「Gondoliere」の列車名がつけられている。
- グラーツ → ブルック・アン・デア・ムア → フィラッハ

一日あたり、片道1本のみの運行。ブルック以北は600号線に直通する。フローンライテンにも停車する。
2019年末に運行を開始した。

### ユーロシティ(EC)
下記4つの系統に分かれる。
EC 150/151「エモナ号」
ウィーン - シュピーフェルト・シュトラス - リュブリャナ - トリエステ
一日1往復の運行。グラーツ以北は、レイルジェット(RJ)と合わせて1時間間隔となる様にダイヤが組まれている。シュピーフェルト・シュトラス以南はスロバキア国鉄ジダニ・モスト方面に直通する。南行に限り、ゼンメリングに停車する。
EC 106/107「Porta Moravica号」
プシェミシル - ウィーン - グラーツ
一日1往復の運行。2019年末に運行を開始した。
EC 164/163 216/217 218/219
ザールブリュッケン/フランクフルト/チューリッヒ - ブルック・アン・デア・ムア(短絡線) - グラーツ
一日3往復の運行。ブルック以北は600号線に直通する。
過去の運行系統
- ウィーン - ブルック・アン・デア・ムア - ベネチア

2017年以前、一日1往復運行していた。フィラッハ方面行レイルジェット(RJ)と合わせて2時間間隔となる様にダイヤが組まれていた。ブルック以南は600号線に直通していた。
- ザールブリュッケン/フランクフルト/チューリッヒ - ブルック・アン・デア・ムア(短絡線) - グラーツ

一日3往復の運行。ブルック以北は600号線に直通する。

### インターシティ(IC)
下記2系統が運行している。
IC 533/632, 730/733, 736/737, 830/833（毎日運行）
IC 739/834（週1往復）
ウィーン - ブルック - リエンツ
一日4往復運行されている。739/834号のみ、金曜の南行と日曜の北行のみ、週1往復の運行。ブルック以西は600号線に直通する。
IC 533/632には、「リーエンツァー・ドーロミテン号」の列車名がつけられている。
同様の系統のシュネルツークが設定されている。
過去の運行形態
2017年以前は、レイルジェット(RJ)の一部として運行していた。535/632号のみが運行していた。
2018年度より、独立した列車になった。
2023年度より、730/735号、830/831号が毎日運行の列車として新設され、一日3往復の運行となった。
2024年度より、一日4往復（週2日に限り4.5往復）の運行となった。831, 735号は833, 733号に置き換えられた。
IC 500/503 506/507 512/513 518/515 600/603 602/501 610/611 615 612/511
ザルツブルク/インスブルック/リンツ - ブルック・アン・デア・ムア(短絡線) - グラーツ
一日8.5往復運行されている。ドイツ・スイス方面ユーロシティ(EC)と合わせて、2時間間隔となる様にダイヤが組まれている。ブルック以西は600号線に直通する。
2021年以前は一日4往復、2022年冬・春・夏は一日6往復、2022年秋は一日7往復の運行であった。
IC 310/311「ドラウ号」
ブダペスト - グラーツ - シュピーフェルト・シュトラス - リュブリャナ
一日1往復の運行。グラーツ以北は530号線に、シュピーフェルト・シュトラス以南はスロバキア国鉄ジダニ・モスト方面に直通する。
2022年度に運行を開始した。
IC 358/359
ウィーン - グラーツ
一日1往復の運行。ミュルツツシュラク、カプフェンベルクにも停車する。
2023年度以前は、シュピーフェルト・シュトラス以南でスロベニア国鉄ジダニ・モスト方面に直通し、ザグレブまで運行していた。列車番号はEC 158/159で、「クロアチア号」の愛称名であった。2024年度に、グラーツで運行系統が分離され、グラーツ以北がインターシティ(IC)、グラーツ以南がシュネルツーク(D)として運行する様になった。

### シュネルツーク(D)
下記4つの系統に分かれる。
- D 738、832/831：　ウィーン - ブルック - リエンツ　【金・日曜運行】
金曜日に南行が1本、日曜日に北行が2本運行する。ブルック以西は600号線に直通する。ゼンメリング、ミュルツツシュラク、カプフェンベルクを通過する。
過去の運行形態
2017年以前は、レイルジェット(RJ)の一部として運行していた。当時は週2往復の運行であった。
2018年度より、独立した列車になり、インターシティ(IC)に格上げとなった。リエンツ行737,739号が金曜日に、ウィーン行732,734号が日曜日に運行していた。
2023年度より、シュネルツーク(D)に格下げとなり、738/739/832号の週1.5往復の運行となった。739号は、2024年度より831号に変更された。

- D852、855/854：　ウィーン - グラーツ
一日あたり、南行1本、北行2本の運行。休日は北行1本のみ運行する。金曜日も北行1本の運行だが、代わりにレイルジェット(rj)が一日1往復、他の平日と同一のダイヤで運行される。平日の北行1本のみ、フローンライテン、パイヤーバッハ、グログニッツにも停車する。南行の列車はバーデンに停車する。北行はゼンメリングを通過する。
過去の運行形態
2018年末に、平日の北行のみ運行を開始した。当初はゼンメリングを通過していた。また、ミュルツツシュラク発のウィーン行も平日に限り1本運行していて、パイヤーバッハとグログニッツに停車していた。
2019年末に、休日も北行1本が運行する様になった。2020年夏以降、ゼンメリング停車となった。
2020年末に、南行も平日のみ運行を開始した。またミュルツツシュラク発の列車がグラーツ始発となり、フローンライテンに停車する様になった。
2022年度は、休日の北行が片道2本の運行となった。
2024年度より、北行がゼンメリング通過となった。金曜日に限り、一日1往復がレイルジェット(rj)として運行する様になった。

- D619　シュヴァーツァハ → ブルック・アン・デア・ムア(短絡線) → グラーツ
平日・土曜のみ、一日片道1本の運行。ブルック以西は600号線に直通する。フローンライテンにも停車する。
2020年末に運行を開始した。当初は平日・土曜運行であったが、2023年度以降毎日運転となった。

- D1233/1234　(ウィーン本駅 → ) マイドリング - ヴィーナー・ノイシュタト　【金曜運行】
金曜日に限り、週1往復のみの運行。北行はマイドリング止まりとなる。
2023年度以前の列車番号はD15075/15078であった。

- ザグレブ/リュブリャナ - シュピールフェルト・シュトラス - グラーツ
一日4往復の運行。南行片道1本のみ、エーレンハウゼンにも停車する。シュピーフェルト・シュトラス以南はスロベニア国鉄ジダニ・モスト方面に直通する。
過去の運行形態
2019年末に運行を開始した。当初は、シュピールフェルト - グラーツ間に毎日2往復の運行であった。北行1本が、快速並の停車駅で運行していた。
2020年秋 - 2021年春にかけて、平日の北行片道1本を除いて運休していた。
2022年度より一日2.5往復の運行となり、全て特急並の停車駅となった。一方で、平日・休日ともに運行する快速が南行1本運行を開始した。
2023年度より、毎日運行の快速を特急(D)に格上げすることにより、一日3往復の運行となった。
2024年度より、ユーロシティ(EC)の代替で、ザグレブ - グラーツの1往復が増発され、一日4往復となった。3月28日以降、全列車がマリボルやリュブリャナなどスロベニア国内への直通を開始した。快速相当の停車駅の列車は、グラーツ - ライプニッツ間ノンストップとなった。

- 過去の運行系統
  - ウィーン → グラーツ: 2017年以前、金曜日のみ、片道1本のみ運行していた。レイルジェット(RJ)に併結されていた。
  - ウィーン - ブルック・アン・デア・ムア - フィラッハ/リエンツ　【日曜運行】
2016年以前は週3往復の運行で、またレイルジェット(RJ)に併結していた。ブルック以南は600号線に直通していた。また、ブルック - ノイシュタト間ノンストップで、リーエンツ行片道1本のみブルックも通過していた。
2017-19年は週2.5往復の運行となった。
2019年末にブルック停車列車も含め大幅減便され、日曜日のみ東行片道1本の運行となった。
2020年末に運行休止。
  - D859：　ウィーン → ミュルツツシュラク ( → フィラハ )　【平日運行】
平日のみ、ウィーン - ミュルツツシュラク間に一日片道1本運行していた。グログニッツ、パイヤーバッハにも停車していた。
2020年度以降は、季節限定でフィラハまで直通し、ブルック以南は600号線に直通していた。カプフェンベルクは通過であった。
2024年度より運行休止。

## 運行形態（快速、普通）

### シティジェットエクスプレス(cjx9)
- ゼメリング・エクスプレス号（cjx9系統）：　ブラチスラヴァ - ウィーン - ミュルツツシュラク　【土曜・休日運行】
休日のみ、一日1往復の運行。ウィーン以北は700号線に直通する。ノイシュタト以南は、ノインキルヒェン、グログニッツ、パイヤーバッハ、クラム・ショトヴィーン、ブライテンシュタイン、ゼンメリング、シュピータルに停車する。
過去の運行形態
2019年以前は、ウィーン → ミュルツツシュラクの片道1本のみ運行していた。当初はクラム・ショトヴィーンを通過していた。
2019年末に1往復の運行となり、2020年夏よりブラチスラヴァへの乗り入れを開始した。南行は「世界文化遺産・ゼメリング鉄道」号、北行は「世界文化遺産・ゼメリング・ラクス地域」号の愛称がつけられていた。北行に限りリージングにも停車していた。
2020年末にクラム・ショトヴィーンへの停車を開始した。系統番号の付与に際し、愛称名を使用しなくなった。
2022年度に、上下ともリージング通過となった。
2023年度より、愛称名「世界文化遺産・ゼメリング鉄道」号と系統番号を併用する様になった。北行に限りリージングへの停車を再開した。
2024年度より、シティジェットエクスプレス(cjx)に種別変更された。愛称名も「ゼメリング・エクスプレス」に変更となった。リージングは上下とも通過となった。

- ゼメリング・エクスプレス号（cjx9系統）：　フローリツドルフ - ウィーン - ミュルツツシュラク　【土曜・休日運行】
休日のみ、一日1往復の運行。ウィーン以北は900号線に直通する。ノイシュタト以南は、ノインキルヒェン、グログニッツ、パイヤーバッハ、クラム・ショトヴィーン、ブライテンシュタイン、ゼンメリング、シュピータルに停車する。
2024年度に運行を開始した。

- cjx9系統：　フローリツドルフ - ウィーン本駅 - パイヤーバッハ・ライヒェナウ ( - ミュルツツシュラク)
1時間に1本の運行。平日はノイシュタティ以南で1時間に2本運行する。うち、一日1往復がミュルツツシュラク始発となる。土曜・休日の北行一日1本に限り、パイヤーバッハ - ノイシュタト間でグログニッツ以外の各駅を通過する。一部に限り、マッツラインスドルフを通過する。
過去の運行形態
2020年以前は、快速(REX9)としての運行であった。日中の運行が無く、平日は朝と夕方中心、土曜日は北行6本・南行2本、休日は北行4本・南行1本の運行であった。ほとんどがウィーン本駅以南の運行で、平日の片道2本がフローリツドルフ始発で900号線から直通していた（900号線内は普通(R)として運行）。1往復と平日の南行2本を除き「ズュドバーンシュプリンター」の愛称が、休日深夜の南行1本のみ「ナハトエクスプレス」の愛称がつけられていた。ミュルツツシュラク発着は平日・休日とも一日1往復で、南行はパイヤーバッハ以南でクラム・ショトヴィーン、ブライテンシュタイン、ゼンメリング、シュピータルにのみ停車していた。バーデン停車は一日1.5往復で、マッツラインスドルフは全列車通過であった。
2020年末に、ノイシュタト以北が2時間に1本の運行となった。平日のミュルツツシュラク行片道1本が、グラーツ発着の特急(D)に置き換えられた。ウィーン本駅以北への直通は、一日あたり、平日2.5往復、土曜日北行1本であった。
2023年度より、南行はパイヤーバッハ - ミュルツツシュラク間各駅停車となった。バーデン停車は、北行一日2本と、南行一日1本（休日2本）となった。一部がマッツラインスドルフに停車する様になった。ウィーン本駅以北への直通は、一日あたり、平日3往復、土曜日1往復であった。
2024年度より、ほとんどの列車がウィーンからフローリツドルフまで延伸された。ウィーン - パイヤーバッハ間で1時間に1本に、ノイシュタト - パイヤーバッハ間で平日に限り一時間に2本に増発され、シティジェットエクスプレス(cjx)に種別変更された。また、平日のミュルツツシュラク発着が再び一日1往復となった。全列車がバーデン、ほとんどの列車がマッツラインスドルフ停車となった。休日の南行は、キュプ、アイヒベルク、ヴォルフスベルクコゲル通過となった。

### レギオナルエクスプレス(REX1, REX2, REX3)
これらの系統は、標準的な停車駅で運行される。
- REX1系統：　ブルジェツラフ - ウィーン - ヴィーナー・ノイシュタト
毎時2本の運行。ウィーン以北は900号線に直通する。
過去の運行形態
2020年以前は、レギオナルツーク(R)として運行していた。北行に限り、半数がズノイモ方面に直通していた。主に平日、午前の半数、午後の大部分がパイヤーバッハまで直通していた。ノイシュタト以南は各駅に停車していた。
2021年度に、レギオナルエクスプレス(REX)に格上げされた。南行の系統番号はREX1、北行はブルジェツラフ方面行がREX1, ズノイモ方面行がREX3の系統番号となった。
2022年度に、ほとんどがREX1系統に統合され、日中は半数がブルジェツラフ方面直通、残り半数がフロリヅドルフ発着となった。
2023年度より、平日の大部分がパイヤーバッハ直通となった。
2024年度より、ノイシュタト以南が特別快速(cjx9)に代替され、ノイシュタト以北の運行となった。

- REX3系統：　ズノイモ - フロリヅドルフ - ウィーン - ヴィーナー・ノイシュタト ( ← パイヤーバッハ・ライヒェナウ )
朝と平日夕方を中心に、30分間隔の運行。多くはバト・フェスラウとフェリクスドルフを通過する。パイヤーバッハ始発は朝の一部のみ運行。
過去の運行形態
2020年以前は、レギオナルツーク(R)として運行していた。
2021年度に、レギオナルエクスプレス(REX)に格上げされた。多くはREX3の系統番号であったが、北行に限り、朝の半数と休日夜の1本のみREX2系統として運行し、フロリヅドルフ止まりであった。
2022年度に、全てREX3系統に統合された。

### レギオナルエクスプレス(REX9, REX92, REX93)
これらの系統は、原則マイドリング - ヴィーナー・ノイシュタト間ノンストップで運行される。
- REX9系統：　 ウィーン - マイドリンク - ヴィーナー・ノイシュタト
月－木曜日に一日2往復、金曜日に一日1往復、土曜・休日に一日2.5往復運行する。月－木曜日の北行のうち1本はマイドリング止まりとなる。
2024年度に運行を開始した。

- REX92系統：　 (ウィーン ← )マイドリンク - ヴィーナー・ノイシュタト - フリードベルク/ハートベルク/フェーリンク　【平日運行】
平日はハートベルク行が一日4本、マイドリンク行が一日3本の運行。ノイシュタト以南は520号線に直通する。なお、上りのうち平日2本がウィーン行となる。上りに限りバーデンに停車する（早朝の1本を除く）。
2022年度以前は、南行が一日1本の運行であった。

- ブックリゲ・ヴェルト号(REX92)：　フローリツドルフ - ウィーン - マイドリンク - ヴィーナー・ノイシュタト - アスパング/フェーリンク　【土曜・休日運行】
- テルメンラント号(REX92)：　フローリツドルフ - ウィーン - マイドリンク - ヴィーナー・ノイシュタト - ハートベルク/フェーリンク　【土曜・休日運行】
一日2往復のみ運行される。ノイシュタト以南は520号線に直通する。
過去の運行形態
2019年以前は一日1往復、ウィーン - フリードベルク方面の運行であった。上下ともリージング通過していた。
2020年度より、一日2往復に増発された。ただし南行のうち1本がマイドリング始発で、残り1本はメドリングとバーデンに停車していた。
2021年度より、南行が全てウィーン始発となった。
2022年度より、北行に限りリージング停車となった。
2023年度より、メドリングとバーデンは全列車通過となった。
2024年度より、フローリツドルフまで延伸となった。2往復それぞれに愛称名が設定され、ブックリゲ・ヴェルト、テルメンラントとなった。全列車リージング通過となった。

- ブルゲンラント・シュプリンター号（REX93系統）：　ドイチュクロイツ → ヴィーナー・ノイシュタト → マイドリンク → ウィーン　【平日運行】
平日のみ、一日あたり片道3本の運行。ノイシュタト以南は524号線から直通する。バーデンに停車する。なお、うち2本がウィーン行となる。
過去の運行形態
2021年以前は、一日2.5往復の運行で、上りのウィーン行は1本のみであった。下りはバーデンを通過していた。
2022年度は、一日3往復の運行で、上りのウィーン行が2本に増発された。
2023年度より、北行のみ一日3本の運行となった。

### レギオナルエクスプレス(REX)、501,502号線内
- ミュルツツシュラク - ブルック・アン・デア・ムア - レーオベン　【平日運行】
平日のみ、一日2.5往復の運行。ブルック以西は600号線に直通する。2016年末に運行を開始した。

- グラーツ → ブルック・アン・デア・ムア → ミュルツツシュラク　　※ブルック以北で快速
グラーツ始発が一日片道2本、ブルック始発が一日片道1本の運行。土曜・休日はブルック始発の1本のみが運行する。ブルック以南は普通列車(S1)として運行される。
2023年度以前は、平日のグラーツ始発2本のみが運行していた。2024年度より、ブルック始発の1本が増発された。

- ミュルツツシュラク - ブルック・アン・デア・ムア - グラーツ( - シュピールフェルト・シュトラス)　　※ブルック以南で快速　【平日・土曜運行】
平日のみ、一日2.5往復の運行。土曜日は南行のみ片道1本の運行となる。グラーツ行は、ブルック以北で普通列車(S9)として運行される。ミュルツツシュラク行は、1本が全線で快速として、1本がブルック以北で普通(S9)として運行する。なお、グラーツ以南まで運行されるのは北行1本のみで、グラーツ以南は普通(S)として運行される。
2016年以前は、工科大学/マーライン/ミッタードルフを通過していた。2021年以前は、フローンライテン以北で普通になる快速が、ブルック以南でも快速として運行していた。2022年度以前は、1往復がグラーツ以南に直通していた。

- ウンツマルクト/ゼルツタル/etc - ブルック・アン・デア・ムア(短絡線) - グラーツ　【平日・土曜運行】
平日のみ、一日あたり南行3本、北行4本の運行。土曜日は南行3本、北行2本の運行。ブルック以北は600号線に直通する。
2022年度以前は、平日に一日4往復運行していた。

- ウンツマルクト → ブルック・アン・デア・ムア(短絡線) → グラーツ　【日曜運行】
日曜日のみ、片道1本のみの運行。ブルック以北は600号線から直通する。レーオベンからグラーツまでノンストップ。
2019年以前は、同じ停車駅で、シュネルツーク(D)として運行していた。

- ユーベルバッハ → ペッガウ → グラーツ　【平日運行】
一日あたり、片道1本のみの運行。ペッガウ以北は540号線から直通する。
2021年以前は、Sバーン(S11)として運行していて、各駅停車であった。2022年度にシュトゥービングとユーデンドルフとなり、2023年度に停車駅そのままで快速(REX)に格上げされた。

- グラーツ - シュピールフェルト・シュトラス ( - バト・ラトカースブルク )　【平日運行】
一日あたり、南行4本、北行2本の運行。南行のうち1本はライプニッツ止まり。2往復が、シュピールフェルト以南Sバーン(S51)として運行する。
過去の運行形態
2016年以前は、平日のみ一日1.5往復の運行で、全てグラーツ - シュピールフェルト間の運行であった。ドンボスコ/プンティガムを通過していた。
2016年末に、ドンボスコとプンティガムが停車駅に加わった。
2019年末に、南行のみ、一日片道2本の運行（うち1本はライブニッツ止まり）となった。ライブニッツ止まりの便は、ヴェアンドルフ以南各駅に停車していた。
2020年末に、一日片道3本に増発された。
2022年度に、一日あたり南行3本、北行2本に増発された。全列車シュピールフェルトやバト・ラトカースブルクまで運行する様になり、ヴェアンドルフ/ヴィルドン/レーブリングは全列車通過となった。
2024年度より、グラーツ発ライプニッツ行が一日1本増発された。

### レギオナルツーク(R)
区間毎に運転系統が分かれる。
- R3系統：　ノイシュタト → ウィーン本駅 → シュトッケラウ　【平日運行】
平日の朝限定で、毎時2本の運行。半数はリージング以北をSバーン(S3)として運行する。ウィーン以北は900号線に直通する。レーオバースドルフ以北は各駅に停車するが、ゾレナウを通過する列車もある。
2023年度に限り、平日の午後にもリージング始発で毎時1本運行していた。

- R91系統：　(ノイシュタト - ) パイヤーバッハ・ライヒェナウ - ゼンメリンク( - ミュルツツシュラク)
2時間に1本の運行。パイヤーバッハで、ウィーン方面の列車に接続する便が多い。平日はパイヤーバッハ発着だが、休日はノイシュタトまで直通する。
2020年以前は、ゼンメリング以北が一日7往復の運行で、うち平日2往復・休日7往復のみミュルツツシュラクまで直通していた。2022年度以前は平日・休日ともパイヤーバッハ発着であった。

- R96系統：　ヴィーナー・ノイシュタト → レーオバースドルフ → ヴァイセンバッハ
一日あたり、平日2本、休日1本の運行。レーオバースドルフ - ヴィーナー・ノイシュタト間はフェーリクスドルフにのみ停車するが、平日の1本はフェーリクスドルフ通過となる。
2022年度以前は、平日一日2.5往復、休日一日1往復の運行であった。フェーリクスドルフは通過する列車の方が多かった。

- シュネーベルクラント号（R97,98系統）：　ウィーン本駅 - ノイシュタト - グーテンシュタイン/プフベルク　【休日運行】
一日1往復の運行。他のレギオナルツークと異なり、ウィーン本駅発着となる。途中、マイドリング、メドリング、バーデン以外の駅は通過する。ノイシュタト以南は521号線、522号線に直通する。
2019年末に運行を開始した。

- ノイシュタト → ウィーン本駅 → トゥルナーフェルト
一日1本のみの運行。ウィーン以北は900号線に直通する。ブルン・マーリア・エンツァースドルフとペアヒトルヅドルフを除く各駅に停車する。
2022年度のダイヤで新設された。

- 過去の運行系統
  - R93系統：　ドイチュクロイツ → ヴィーナー・ノイシュタト → ウィーン本駅　【平日運行】
平日のみ、一日片道1本の運行していた。2021年度より、快速(REX)を格下げする形で設定された。ノイシュタト以南は524号線から直通する。ノイシュタト以北、バーデンとマイドリングのみに停車していた。
2022年度限りで休止。

### Sバーン（ウィーン近郊）
区間毎に運転系統が分かれる。
- ミステルバッハ/フロリヅドルフ/etc - ウィーン - メドリンク　(S2系統)
30分間隔の運行。ウィーン以北は900号線に直通する。なお、一部はS1系統として運行される他、ヴィーナー・ノイシュタトまで運行される便もある。

- ホラブルン/アプスドルフ - ウィーン - レオバースドルフ/ノイシュタト ( ← パイヤーバッハ)(S3,S4系統)
30分間隔の運行。半数がノイシュタト発着で、残り半数がメドリンク発着（平日午後はレオバースドルフ発着）。休日限定で、一日1往復のみがパイヤーバッハ始発となる。朝の北行を中心に、S1,S2系統として運行される便もある。
2021年以前は、平日午前もレオバースドルフまで30分間隔で運行していた。2022年度に限り、休日深夜のパイヤーバッハ行が運行していなかった。

### Sバーン（グラーツ近郊）
- ブルック・アン・デア・ムア - グラーツ　(S1系統)
1時間に1本の運行だが、平日は時間帯により30～60分間隔で運行される。

- ユーベルハッバ - ペッガウ - グラーツ　(S11系統)　【平日運行】
平日のみ、一日1.5往復の運行。ペッガウ以北は540号線に直通する。
2021年以前は、全て各駅停車であった。

- グラーツ - シュピールフェルト・シュトラス　(S5系統)
1時間に1本の運行だが、平日は時間帯により30～60分間隔で運行される。

- シュピールフェルト・シュトラス - バト・ラトカースブルク　(S51系統)
平日は1～2時間に1本、休日は2時間に1本の運行。

- グラーツ - ヴェアンドルフ - ヴィース・アイビスヴァルト　(S6系統)　【平日・土曜運行】
平日1～2時間に1本、土曜日一日2往復の運行で、休日は運行されない。プンティガム～ヴェアンドルフ間はノンストップで、ヴェアンドルフ以南は900号線に直通する。

- ミュルツツシュラク - ブルック・アン・デア・ムア - フリーザハ　(S9系統)
1時間に1本の運行。半数は、600号線のフリーザハまで直通する。また平日は、カプフェンベルク - ブルック - レーオベン間で増発され、カプフェンベルク以西は毎時2本の運行となる。
2016年以前は、レギオナルツーク(R)として運行していた他、休日も大部分がフリーザハまで直通していた。2023年度以前は、休日の本数が少なく、休日は2時間に1本の運行であった。

## 駅一覧
- 種別
  - NJ：ナイトジェット
  - RJ：レイルジェット
  - EC：ユーロシティ
  - IC：インターシティ
  - D：シュネルツーク
  - REX：レギオナルエクスプレス
  - R：レギオナルツーク
  - S：Sバーン
- 停車駅
  - ■印：全列車停車
  - ●印：一部通過
  - ∨▲印：ヴィーン行は停車、ミュルツツシュラク行は通過
  - ○印：一部停車
  - ｜印：全列車通過

| 路線名 | 駅名                                     | 駅間営業キロ | 累計営業キロ | NJ | RJ | EC | IC | D  | cjx                              | REX                      | R                                                | S              | 接続路線 | 所在地                         | 所在地                         |
| ------ | ---------------------------------------- | ------------ | ------------ | -- | -- | -- | -- | -- | -------------------------------- | ------------------------ | ------------------------------------------------ | -------------- | --- | ------------------------------ | ------------------------------ |
| 510    | ウィーン中央駅                           | -            | 0.0          | ■  | ■  | ■  | ■  | ■  | ■                                | ■                        | ■                                                | ■              | オーストリア国鉄 700号線（ブルック方面） 900号線（フロリツドルフ方面）、907号線（空港方面） ウィーン地下鉄 U1号線（レオポルダウ方面、アラウダ通り方面）                                                   | ウィーン市                     | ファーフォリテン区             |
| 510    | マッツラインスドルフ広場駅（*1）         | 1.7          | 1.7          | ｜ | ｜ | ｜ | ｜ | ｜ | ●                                | ●                        | ●                                                | ■              | | ウィーン市                     | ファーフォリテン区             |
| 510    | ウィーン・マイドリング駅                 | 1.7          | 3.4          | ●  | ■  | ■  | ■  | ■  | ■                                | ■                        | ■                                                | ■              | 110号線（ブレゲンツ方面）、511号線（ショプロン方面） 515号線（アイヒェン通り方面、トライスキルヒェン方面） 910号線（ヒュッテルドルフ方面） ウィーン地下鉄6号線（フロリツドルフ方面/ジーベンヒアテン方面） | ウィーン市                     | マイドリンク区                 |
| 510    | ヘッツェンドルフ駅                       | 1.8          | 5.2          | ｜ | ｜ | ｜ | ｜ | ｜ | ｜                               | ｜                       | ●                                                | ■              | | ウィーン市                     | マイドリンク区                 |
| 510    | アツガースドルフ駅                       | 3.0          | 8.2          | ｜ | ｜ | ｜ | ｜ | ｜ | ｜                               | ｜                       | ●                                                | ■              | | ウィーン市                     | マイドリンク区                 |
| 510    | リージンク駅                             | 1.4          | 9.6          | ｜ | ｜ | ｜ | ｜ | ｜ | ｜                               | ●                        | ●                                                | ■              | | ウィーン市                     | リージンク区                   |
| 510    | ペアヒトルヅドルフ駅                     | 1.4          | 11.0         | ｜ | ｜ | ｜ | ｜ | ｜ | ｜                               | ｜                       | ｜                                               | ■              | | ニーダーエスターライヒ州       | メドリンク郡                   |
| 510    | ブルン・マーリア・エンツァースドルフ駅   | 1.9          | 12.9         | ｜ | ｜ | ｜ | ｜ | ｜ | ｜                               | ｜                       | ●                                                | ■              | | ニーダーエスターライヒ州       | メドリンク郡                   |
| 510    | メドリンク駅                             | 2.3          | 15.2         | ｜ | ｜ | ｜ | ｜ | ｜ | ｜                               | ●                        | ■                                                | ■              | | ニーダーエスターライヒ州       | メドリンク郡                   |
| 510    | グントラムスドルフ・タラーン駅           | 4.1          | 19.3         | ｜ | ｜ | ｜ | ｜ | ｜ | ｜                               | ｜                       | ○                                                | ■              | | ニーダーエスターライヒ州       | メドリンク郡                   |
| 510    | グンポルヅキルヒェン駅                   | 1.5          | 20.8         | ｜ | ｜ | ｜ | ｜ | ｜ | ｜                               | ｜                       | ●                                                | ■              | | ニーダーエスターライヒ州       | メドリンク郡                   |
| 510    | プファフシュテッテン駅                   | 3.3          | 24.1         | ｜ | ｜ | ｜ | ｜ | ｜ | ｜                               | ｜                       | ○                                                | ■              | | ニーダーエスターライヒ州       | バーデン郡                     |
| 510    | バーデン駅                               | 1.9          | 26.0         | ｜ | ○  | ｜ | ｜ | ○  | ■                                | ●                        | ■                                                | ■              | 515号線（ヨーゼフ広場方面、トライスキルヒェン方面） | ニーダーエスターライヒ州       | バーデン郡                     |
| 510    | バト・フェースラウ駅                     | 4.3          | 30.3         | ｜ | ｜ | ｜ | ｜ | ｜ | ｜                               | ●                        | ●                                                | ■              | | ニーダーエスターライヒ州       | バーデン郡                     |
| 510    | コッティングブルン駅                     | 2.1          | 32.4         | ｜ | ｜ | ｜ | ｜ | ｜ | ｜                               | ｜                       | ○                                                | ■              | | ニーダーエスターライヒ州       | バーデン郡                     |
| 510    | レーオバースドルフ駅                     | 1.5          | 33.9         | ｜ | ｜ | ｜ | ｜ | ｜ | ｜                               | ●                        | ●                                                | ■              | 513号線（ヴァイセンバッハ方面） | ニーダーエスターライヒ州       | バーデン郡                     |
| 510    | ゾレナウ駅                               | 4.5          | 38.4         | ｜ | ｜ | ｜ | ｜ | ｜ | ｜                               | ｜                       | ●                                                | ■              | 720号線（トライスキルヒェン方面） | ニーダーエスターライヒ州       | ヴィーナーノイシュタトラント郡 |
| 510    | フェーリクスドルフ駅                     | 1.3          | 39.7         | ｜ | ｜ | ｜ | ｜ | ｜ | ｜                               | ●                        | ●                                                | ■              | | ニーダーエスターライヒ州       | ヴィーナーノイシュタトラント郡 |
| 510    | テーレジエンフェルト駅                   | 2.9          | 42.6         | ｜ | ｜ | ｜ | ｜ | ｜ | ｜                               | ｜                       | ○                                                | ●              | | ニーダーエスターライヒ州       | ヴィーナーノイシュタトラント郡 |
| 510    | ヴィーナー・ノイシュタト北駅             | 2.9          | 45.5         | ｜ | ｜ | ｜ | ｜ | ｜ | ｜                               | ｜                       | ○                                                | ●              | | ニーダーエスターライヒ州       | ヴィーナー・ノイシュタト市     |
| 510    | ヴィーナー・ノイシュタット中央駅         | 2.6          | 48.1         | ■  | ■  | ■  | ■  | ■  | ■                                | ■                        | ■                                                | ■              | 511号線（エーブライヒスドルフ方面）、520号線（アスパンク方面） 521号線（グーテンシュタイン方面）、522号線（プフベルク方面） 524号線（ショプロン方面）                                                     | ニーダーエスターライヒ州       | ヴィーナー・ノイシュタト市     |
| 510    | ザンクト・エーギュデン駅                 | 8.8          | 56.9         | ｜ | ｜ | ｜ | ｜ | ｜ | ●                                | ■                        | ■                                                | ■              | | ニーダーエスターライヒ州       | ノインキルヒェン郡             |
| 510    | ノインキルヒェン駅                       | 5.7          | 62.6         | ｜ | ｜ | ｜ | ｜ | ｜ | ●                                | ■                        | ■                                                | ■              | | ニーダーエスターライヒ州       | ノインキルヒェン郡             |
| 510    | テアニッツ駅                             | 4.5          | 67.1         | ｜ | ｜ | ｜ | ｜ | ｜ | ●                                | ■                        | ■                                                | ■              | | ニーダーエスターライヒ州       | ノインキルヒェン郡             |
| 510    | ポッチャハ駅                             | 2.8          | 69.9         | ｜ | ｜ | ｜ | ｜ | ｜ | ●                                | ■                        | ■                                                | ■              | | ニーダーエスターライヒ州       | ノインキルヒェン郡             |
| 510    | グログニッツ駅                           | 5.0          | 74.9         | ｜ | ｜ | ｜ | ｜ | ○  | ■                                | ■                        | ■                                                | ■              | | ニーダーエスターライヒ州       | ノインキルヒェン郡             |
| 510    | シュレグルミュール駅                     | 2.8          | 77.7         | ｜ | ｜ | ｜ | ｜ | ｜ | ●                                | ■                        | ■                                                | ■              | | ニーダーエスターライヒ州       | ノインキルヒェン郡             |
| 510    | パイヤーバッハ・ライヒェナウ駅           | 4.3          | 82.0         | ｜ | ｜ | ｜ | ｜ | ○  | ■                                | ■                        | ■                                                | ■              | | ニーダーエスターライヒ州       | ノインキルヒェン郡             |
| 500    | キュプ駅                                 | 2.8          | 84.8         | ｜ | ｜ | ｜ | ｜ | ｜ | ｜                               |                          | ●                                                |                | | ニーダーエスターライヒ州       | ノインキルヒェン郡             |
| 500    | アイヒベルク駅                           | 3.4          | 88.2         | ｜ | ｜ | ｜ | ｜ | ｜ | ｜                               |                          | ●                                                |                | | ニーダーエスターライヒ州       | ノインキルヒェン郡             |
| 500    | クラム・ショトヴィーン駅                 | 4.1          | 92.3         | ｜ | ｜ | ｜ | ｜ | ｜ | ■                                |                          | ●                                                |                | | ニーダーエスターライヒ州       | ノインキルヒェン郡             |
| 500    | ブライテンシュタイン駅                   | 5.3          | 97.6         | ｜ | ｜ | ｜ | ｜ | ｜ | ■                                |                          | ■                                                |                | | ニーダーエスターライヒ州       | ノインキルヒェン郡             |
| 500    | ヴォルフスベルクコゲル駅                 | 4.7          | 102.1        | ｜ | ｜ | ｜ | ｜ | ｜ | ｜                               |                          | ●                                                |                | | ニーダーエスターライヒ州       | ノインキルヒェン郡             |
| 500    | ゼンメリンク駅                           | 1.3          | 103.4        | ｜ | ○  | ○  | ｜ | ●  | ■                                |                          | ■                                                |                | | ニーダーエスターライヒ州       | ノインキルヒェン郡             |
| 500    | シュタインハウス駅                       | 4.3          | 107.7        | ｜ | ｜ | ｜ | ｜ | ｜ | ●                                |                          | ■                                                |                | シュタイアーマルク州 | ブルック・ミュルツツシュラク郡 |                                |
| 500    | シュピータル・アム・ゼンメリンク駅       | 2.8          | 110.5        | ｜ | ｜ | ｜ | ｜ | ｜ | ■                                |                          | ■                                                |                | シュタイアーマルク州 | ブルック・ミュルツツシュラク郡 |                                |
| 501    | ミュルツツシュラク駅                     | 6.2          | 116.7        | ○  | ●  | ■  | ○  | ●  | ■                                | ■                        | ■                                                | ■              | シュタイアーマルク州 | ブルック・ミュルツツシュラク郡 |                                |
| 501    | ヘーニヒスベルク駅（休止中 *2）          |              | (120.6)      | ｜ | ｜ | ｜ | ｜ | ｜ |                                  | ｜                       |                                                  | ｜             | シュタイアーマルク州 | ブルック・ミュルツツシュラク郡 |                                |
| 501    | ランゲンヴァンク駅                       | 6.9          | 123.6        | ｜ | ｜ | ｜ | ｜ | ｜ | ｜                               | ■                        |                                                  |                | シュタイアーマルク州 | ブルック・ミュルツツシュラク郡 |                                |
| 501    | クリーグラハ駅                           | 4.9          | 128.5        | ｜ | ｜ | ｜ | ｜ | ｜ | ■                                | ■                        |                                                  |                | シュタイアーマルク州 | ブルック・ミュルツツシュラク郡 |                                |
| 501    | ミッタードルフ・ファイチュ駅             | 4.2          | 132.7        | ｜ | ｜ | ｜ | ｜ | ｜ | ■                                | ■                        |                                                  |                | シュタイアーマルク州 | ブルック・ミュルツツシュラク郡 |                                |
| 501    | ヴァートベルク・ム・ミュアツタル駅       | 2.4          | 135.1        | ｜ | ｜ | ｜ | ｜ | ｜ | ▼∧                               | ■                        |                                                  |                | シュタイアーマルク州 | ブルック・ミュルツツシュラク郡 |                                |
| 501    | キンドベルク駅                           | 5.0          | 140.1        | ｜ | ｜ | ｜ | ｜ | ｜ | ■                                | ■                        |                                                  |                | シュタイアーマルク州 | ブルック・ミュルツツシュラク郡 |                                |
| 501    | アラーハイリゲン・ミュアツホフェン駅     | 4.1          | 144.2        | ｜ | ｜ | ｜ | ｜ | ｜ | ｜                               | ■                        |                                                  |                | シュタイアーマルク州 | ブルック・ミュルツツシュラク郡 |                                |
| 501    | マーライン・ザンクト・ローレンツェン駅   | 2.5          | 146.7        | ｜ | ｜ | ｜ | ｜ | ｜ | ■                                | ■                        |                                                  |                | シュタイアーマルク州 | ブルック・ミュルツツシュラク郡 |                                |
| 501    | カプフェンベルク工科大学駅               | 3.9          | 150.6        | ｜ | ｜ | ｜ | ｜ | ｜ | ■                                | ■                        |                                                  |                | シュタイアーマルク州 | ブルック・ミュルツツシュラク郡 |                                |
| 501    | カプフェンベルク駅                       | 3.0          | 153.6        | ｜ | ●  | ■  | ○  | ●  | ■                                | ■                        |                                                  |                | シュタイアーマルク州 | ブルック・ミュルツツシュラク郡 |                                |
| 501    | ブルック・アン・デア・ムア駅             | 4.3          | 157.9        | ■  | ■  | ■  | ■  | ●  | ●                                | ■                        | 600号線（ビショフスホフェン/ウンツマルクト方面） |                | シュタイアーマルク州 | ブルック・ミュルツツシュラク郡 |                                |
| 501    | ペアネク駅                               | 9.7          | 167.6        | ｜ | ｜ | ｜ | ｜ | ｜ | ｜                               | ■                        |                                                  |                | シュタイアーマルク州 | ブルック・ミュルツツシュラク郡 |                                |
| 501    | ミクスニッツ・ベーレンシュッツクラム駅   | 3.4          | 171.0        | ｜ | ｜ | ｜ | ｜ | ｜ | ｜                               | ■                        |                                                  |                | シュタイアーマルク州 | ブルック・ミュルツツシュラク郡 |                                |
| 501    | フローンライテン駅                       | 12.0         | 183.0        | ｜ | ○  | ｜ | ｜ | ○  | ■                                | ■                        |                                                  | グラーツ郊外郡 | シュタイアーマルク州 |                                |                                |
| 501    | ペッガウ・ドイチュファイシュトリッツ駅   | 7.8          | 190.8        | ｜ | ｜ | ｜ | ｜ | ｜ | ○                                | ■                        | 540号線（ユーベルバッハ方面）                    | グラーツ郊外郡 | シュタイアーマルク州 |                                |                                |
| 501    | シテュービンク駅                         | 3.8          | 194.6        | ｜ | ｜ | ｜ | ｜ | ｜ | ○                                | ■                        |                                                  | グラーツ郊外郡 | シュタイアーマルク州 |                                |                                |
| 501    | グラトヴァイン・グラトコーン駅           | 6.1          | 200.7        | ｜ | ｜ | ｜ | ｜ | ｜ | ●                                | ■                        |                                                  | グラーツ郊外郡 | シュタイアーマルク州 |                                |                                |
| 501    | ユーデンドルフ・シュトラーセンゲル駅     | 2.1          | 202.8        | ｜ | ｜ | ｜ | ｜ | ｜ | ○                                | ■                        |                                                  | グラーツ郊外郡 | シュタイアーマルク州 |                                |                                |
| 501    | グラーツ中央駅                           | 8.6          | 211.4        | ■  | ■  | ■  | ■  | ■  | ■                                | ■                        | 550号線（ヴェトマンシュテッテン方面）            | グラーツ市     | シュタイアーマルク州 |                                |                                |
| 502    | グラーツ・ドン・ボスコ駅                 | 1.7          | 213.1        |    |    | ｜ | ｜ | ｜ | ■                                | ■                        | 530号線（フェーリンク方面）                      | グラーツ市     | シュタイアーマルク州 |                                |                                |
| 502    | グラーツ・プンティガム駅                 | 3.1          | 216.2        | ｜ | ｜ | ｜ | ■  | ■  |                                  |                          |                                                  | グラーツ市     | シュタイアーマルク州 |                                |                                |
| 502    | フェルトキルヒェン・ザイアースベルク駅   | 3.1          | 216.2        | ｜ | ｜ | ｜ | ｜ | ●  |                                  | グラーツ郊外郡           |                                                  |                | シュタイアーマルク州 |                                |                                |
| 502    | グラーツ空港・フェルトキルヒェン駅       | 3.9          | 220.1        | ｜ | ｜ | ｜ | ｜ | ●  |                                  | グラーツ郊外郡           |                                                  |                | シュタイアーマルク州 |                                |                                |
| 502    | カルスドルフ駅                           | 4.1          | 224.2        | ｜ | ｜ | ｜ | ｜ | ●  |                                  | グラーツ郊外郡           |                                                  |                | シュタイアーマルク州 |                                |                                |
| 502    | ヴェアンドルフ駅                         | 5.3          | 229.5        | ｜ | ｜ | ｜ | ｜ | ■  | 550号線（ヴィース方面）          | グラーツ郊外郡           |                                                  |                | シュタイアーマルク州 |                                |                                |
| 502    | ヴィルドン駅                             | 5.5          | 235.0        | ｜ | ｜ | ｜ | ｜ | ■  |                                  | ライブニッツ郡           |                                                  |                | シュタイアーマルク州 |                                |                                |
| 502    | レーブリンク駅                           | 3.4          | 238.4        | ｜ | ｜ | ｜ | ｜ | ■  |                                  | ライブニッツ郡           |                                                  |                | シュタイアーマルク州 |                                |                                |
| 502    | カルンドルフ・アン・デア・ズルム駅       | 5.9          | 244.3        | ｜ | ｜ | ｜ | ■  | ■  |                                  | ライブニッツ郡           |                                                  |                | シュタイアーマルク州 |                                |                                |
| 502    | ライブニッツ駅                           | 2.5          | 246.8        | ■  | ■  | ■  | ■  | ■  |                                  | ライブニッツ郡           |                                                  |                | シュタイアーマルク州 |                                |                                |
| 502    | エーレンハウゼン駅                       | 7.1          | 253.9        | ｜ | ｜ | ○  | ■  | ■  |                                  | ライブニッツ郡           |                                                  |                | シュタイアーマルク州 |                                |                                |
| 502    | シュピールフェルト・シュトラス駅         | 4.0          | 257.9 0.0    | ■  | ■  | ■  | ■  | ■  | スロベニア国鉄ジダニ・モスト方面 | ライブニッツ郡           |                                                  |                | シュタイアーマルク州 |                                |                                |
| 502    | シュヴァーツァ駅                         | 3.8          | 3.8          |    |    |    |    | ■  |                                  | 南東シュタイアーマルク郡 |                                                  |                | シュタイアーマルク州 |                                |                                |
| 502    | リーヒェンドルフ駅                       | 2.3          | 6.1          | ■  |    |    |    |    |                                  | 南東シュタイアーマルク郡 |                                                  |                | シュタイアーマルク州 |                                |                                |
| 502    | ヴァイタースフェルト・アン・デア・ムア駅 | 1.8          | 7.9          | ■  |    |    |    |    |                                  | 南東シュタイアーマルク郡 |                                                  |                | シュタイアーマルク州 |                                |                                |
| 502    | ムーレック駅                             | 3.8          | 11.7         | ■  |    |    |    |    |                                  | 南東シュタイアーマルク郡 |                                                  |                | シュタイアーマルク州 |                                |                                |
| 502    | ゴスドルフ駅                             | 2.6          | 14.3         | ■  |    |    |    |    |                                  | 南東シュタイアーマルク郡 |                                                  |                | シュタイアーマルク州 |                                |                                |
| 502    | プアクラ駅                               | 8.2          | 22.5         | ■  |    |    |    |    |                                  | 南東シュタイアーマルク郡 |                                                  |                | シュタイアーマルク州 |                                |                                |
| 502    | ハルベンライン駅                         | 3.8          | 26.3         | ■  |    |    |    |    |                                  | 南東シュタイアーマルク郡 |                                                  |                | シュタイアーマルク州 |                                |                                |
| 502    | バト・ラトカースブルク駅                 | 4.4          | 30.7         | ■  |    |    |    |    |                                  | 南東シュタイアーマルク郡 |                                                  |                | シュタイアーマルク州 |                                |                                |

(*1) 2021年3月27日 - 2022年4月19日の間、工事のため駅の使用を停止し、全列車が通過していた。
(*2) 2021年12月以降休止。